# 克里木納什

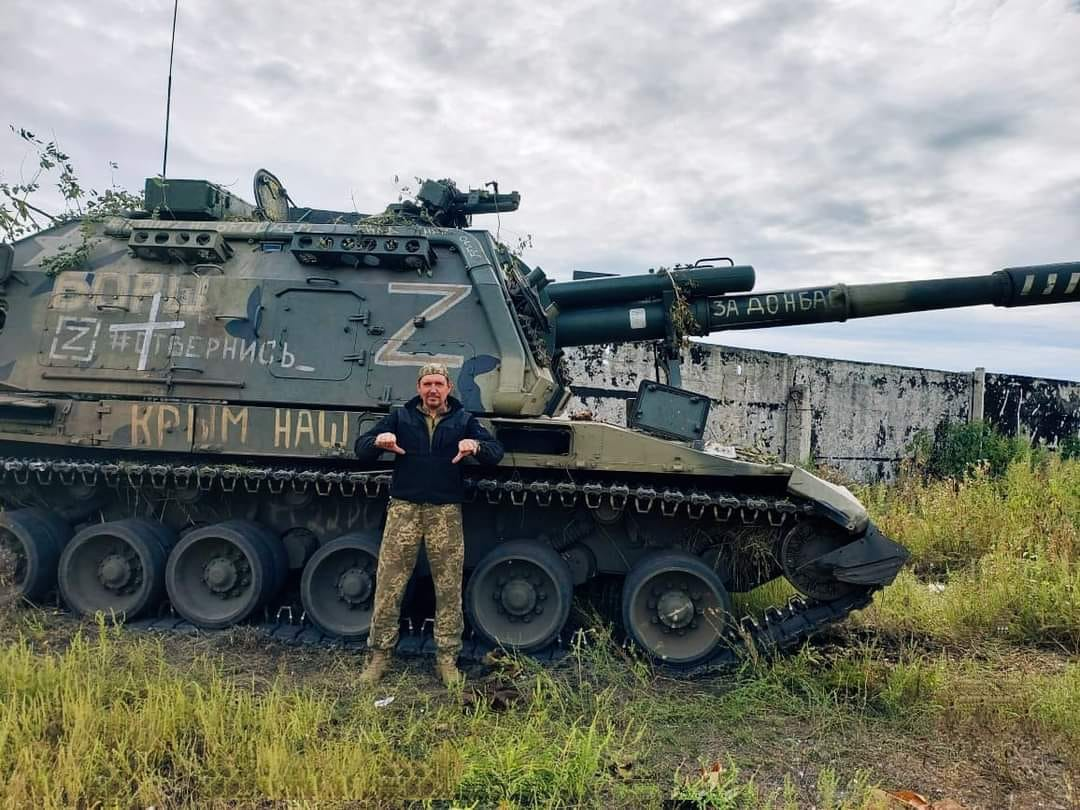
2022年俄罗斯入侵乌克兰期间被烏克蘭軍方缴获的一部俄罗斯自行火炮，車身侧面被塗上“Z字”和“Крым наш”。

克里木納什（羅馬化：Krymnash，直译：克里米亞是我們的）是一个俄语新興詞語和网络迷因，于俄乌战争开始时在俄罗斯流行，以庆祝俄罗斯吞并克里米亚（克里木）。
最初被俄罗斯民族主義者用作爱国口号，后来演變到為烏克蘭網絡流行文化中的笑話。

## 原創迷因
据学者米哈伊尔·苏斯洛夫（Mikhail Suslov）称，2014年“克里木纳什”作为一个“严肃的迷因”出现，试图描述现实，以宣扬克里米亚必须成为俄罗斯一部分的想法（大俄羅斯主義）。2015年11月的一项调查显示，52%的俄罗斯人认为“克里木纳什”是他们国家“骄傲和复兴”的口號象征。
2016年3月，有人试图在莫斯科举行集会庆祝“克里木纳什”周年纪念日，但最後没有實現。 

## 讽刺模因
苏斯洛夫表示，在公投后的第二天，这个模因就以一种讽刺的方式被重新定义，某些人開始“克里木納什”這句口號嘲笑俄罗斯尽管吞并了克里米亞，但在国内却遭遇失败。在正式的文法上，該短语会被寫成為两个单词，如“克里木 納什”（Крым наш，Krym nash），但在互联网上，形式则會被写成没有空格的“克里木納什”。圣彼得堡大学计算机词典编纂系主任加琳娜·斯克利亚列夫斯卡娅（Galina Sklyarevskaya）表示，这种类似主题标签（Hashtag）的口号拼写方式受到了Twitter的影响。 而在讽刺的角度，人們會用這個短語開玩笑，例如：“我们的厕所坏了，但至少克里木纳什（克里米亞是我們的）！”，以嘲笑俄羅斯在入侵烏克蘭時失敗的窘態。